# Coexistencia (partido político)
Coexistencia (en eslovaco: Spolužitie, en húngaro: Együttélés, en polaco: Wspólnota, en checo: Soužití) fue un partido político de Checoslovaquia y Eslovaquia entre 1990 y 1998. Aunque era mayoritariamente un partido minoritario húngaro, entre sus miembros también había alemanes, polacos, rutenos y ucranianos. Su partido hermano checo todavía existe.

## Historia
El partido fue fundado en febrero de 1990 por Miklós Duray, después de la Revolución de Terciopelo de 1989, y se alió con el Movimiento Demócrata Cristiano Húngaro para participar en las elecciones generales de ese año. En las elecciones a la Asamblea Federal de Checoslovaquia, ambos partidos obtuvieron cinco escaños en la Cámara del Pueblo y siete en la Cámara de las Naciones. En las elecciones al Consejo Nacional Eslovaco, la alianza obtuvo 14 escaños.
Los partidos mantuvieron su alianza para las elecciones de 1992, manteniendo el mismo número de escaños en la Asamblea Federal y el Consejo Nacional Eslovaco.
En 1994, Coexistencia se alió con el Movimiento Demócrata Cristiano Húngaro y el Partido Cívico Húngaro para formar la Coalición Húngara. En las elecciones de ese año, la alianza obtuvo diecisiete escaños (nueve de los cuales pertenecían a Coexistencia), convirtiéndose en el tercer partido más grande del Consejo Nacional de la República Eslovaca. Los tres partidos se fusionaron oficialmente en el Partido de la Coalición Húngara el 18 de marzo de 1998.

## Elecciones al parlamento eslovaco

### Elecciones de 1990
Ya entonces se presentó en coalición con el MKDH. Consiguieron el 8,66% de los votos y 14 escaños en el parlamento, lo que les convirtió en el quinto partido más fuerte.

### Elecciones de 1992
De nuevo se presentó en coalición con el MKDH. Consiguieron el 7,42% de los votos y 14 escaños en el parlamento, por lo que permanecieron como la quinta fuerza política más importante.

### Elecciones de 1994
En esta ocasión, además del MKDH, también participó en la coalición el MOS. Consiguieron el 10,18% de los votos y 17 escaños. Se convirtieron así en la tercera fuerza política de Eslovaquia.